# آپپر ساندوون
آپپر ساندوون (به انگلیسی: Upper Sundon) یک روستا در بریتانیا است که در Central Bedfordshire واقع شده‌است.